# Nová Ves (Nalžovice)
Nová Ves je malá vesnice, část obce Nalžovice v okrese Příbram ve Středočeském kraji. Nachází se asi dva kilometry severovýchodně od Nalžovic. Je zde evidováno 20 adres. V roce 2011 zde trvale žilo třicet obyvatel.
Nová Ves leží v katastrálním území Nalžovice o výměře 6,16 km².

## Historie
První písemná zmínka o vesnici pochází z roku 1788.
Za druhé světové války se ves stala součástí vojenského cvičiště Zbraní SS Benešov a její obyvatelé se museli 31. října 1943 vystěhovat.

## Obyvatelstvo
| Rok            | 1869 | 1880 | 1890 | 1900 | 1910 | 1921 | 1930 | 1950 | 1961 | 1970 | 1980 | 1991 | 2001 | 2011 | 2021 |
| -------------- | ---- | ---- | ---- | ---- | ---- | ---- | ---- | ---- | ---- | ---- | ---- | ---- | ---- | ---- | ---- |
| Počet obyvatel | 123  | 112  | 86   | 84   | 87   | 82   | 89   | 58   | 54   | 56   | 50   | 45   | 35   | 30   | 42   |
| Počet domů     | 21   | 21   | 22   | 19   | 19   | 19   | 19   | 19   | 19   | 15   | 13   | 17   | 16   | 17   | 18   |

## Galerie

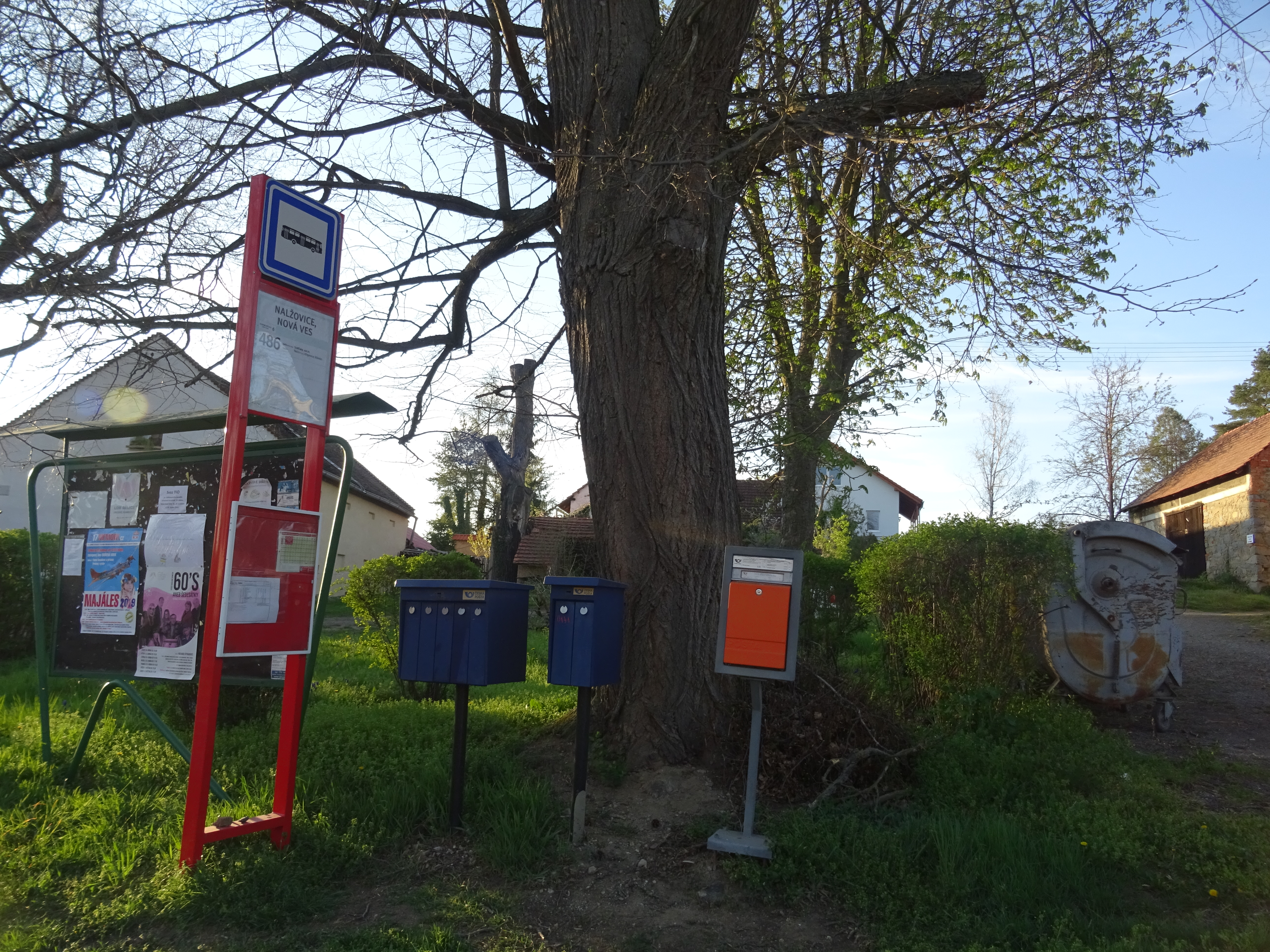
Autobusová zastávka
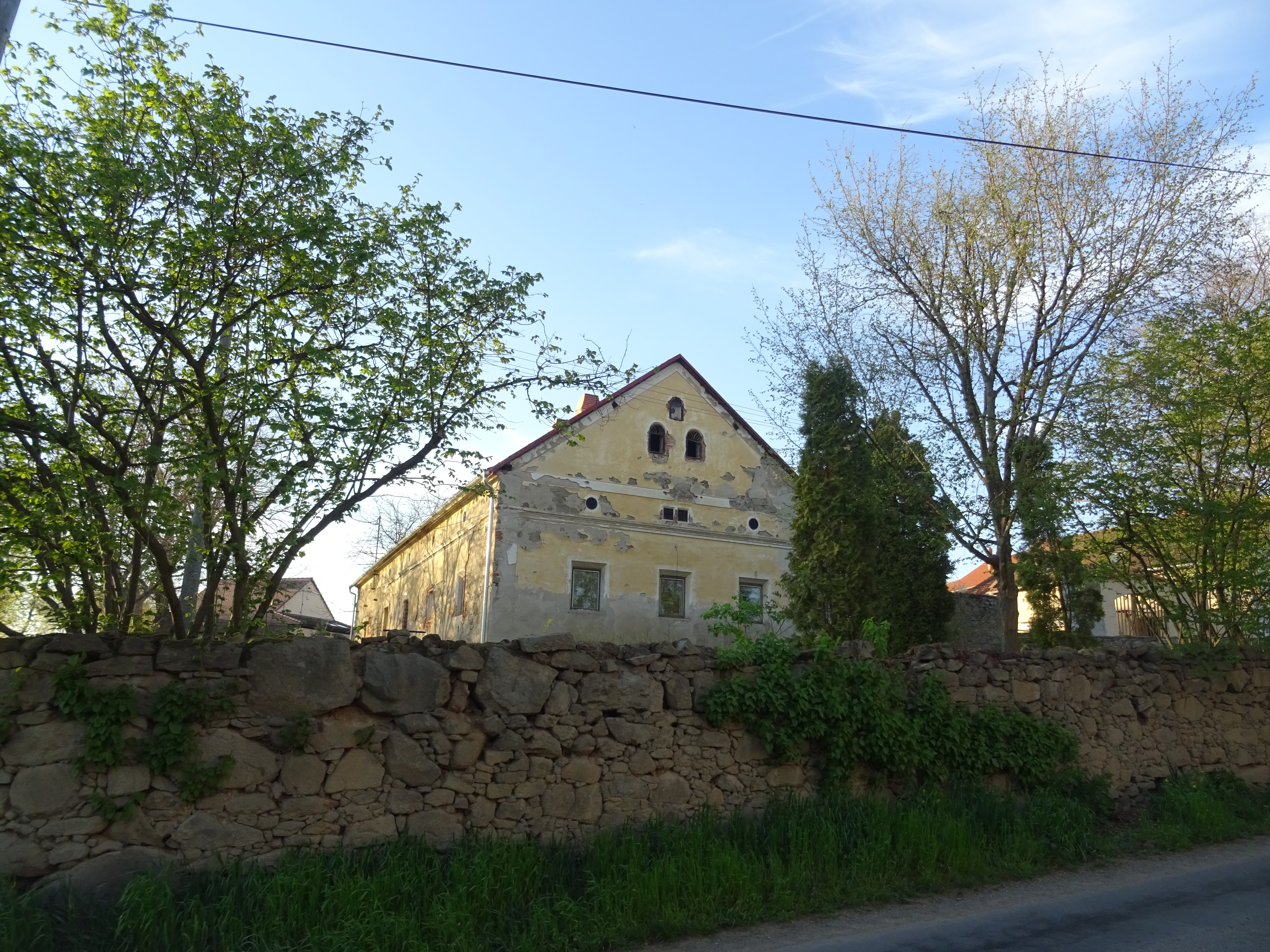
Dům za zdí
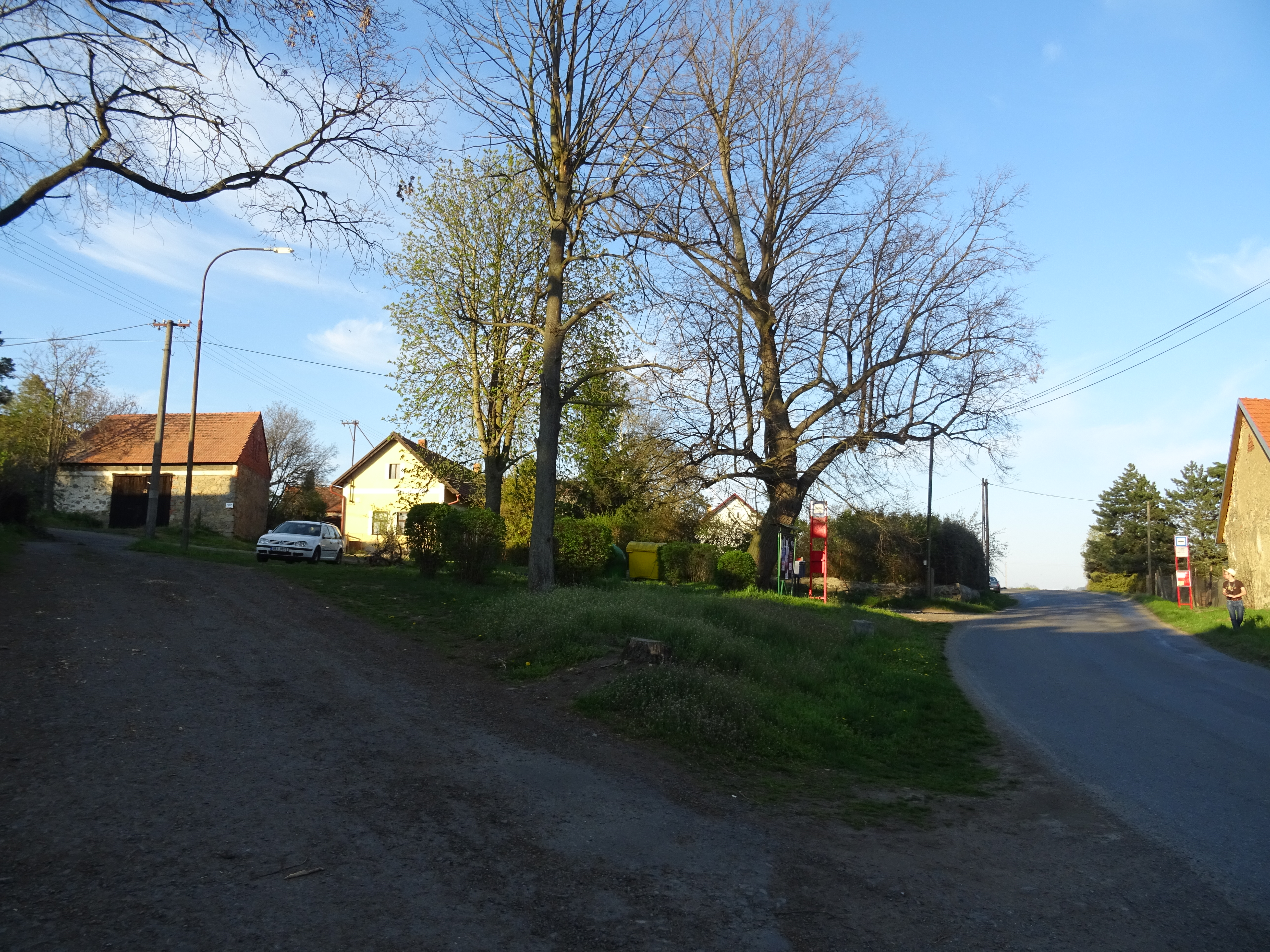
Náves